# Cloudberry Jam
Cloudberry Jam, svensk popgrupp, aktiv 1991-1998 samt 2004 och framåt.

## Historik
Gruppen bildades som ett indiepop-band i Linköpings studentkretsar 1991. Den musik man spelade då beskrevs senare som "gitarrmangel", men snart utvecklades man till en stil snarlik Komeda och the Cardigans: En blandning av Motown, the Beatles, jazz, easy listening och bossa nova och indiepop spelades med teknisk skicklighet, gärna med visst vemod och sorgsna, lite akademiska texter. Denna genre kom senare att kallas Twee Pop eller Chamber Pop. 
Trots att gruppen fick exportframgångar (över 100 000 sålda album i Japan) så ville aldrig det riktigt stora genombrottet komma på hemmaplan.
När sångerskan Jennie Medin valde att satsa på sin akademiska karriär 1998 upplöstes gruppen. 
Några år senare spelade Medin in soloalbumet The world through my eyes med låtar av Jörgen Wärnström, vilket släpptes i Japan och Sverige under vintern 2003/2004. 
Efter detta beslutade man sig att återförena gruppen, nu som en trio. Under 2004 kom skivan The great escape för att året efter följas av Movin' on up, enbart utgivna i Japan. 2013 släpptes Brick by brick, stone by stone även på iTunes och Spotify.

## Diskografi[3][4]
- Skivbolag: NONS
  - La La La (EP, 1992)
  - The Art of Being Cool (EP, 1994)
  - Blank Paycheck (1995)
  - Going Further (samling, 1996)
  - Providing the Atmosphere (1996)
  - The Impossible Shuffle (1998)
- Skivbolag: Handcuts
  - The great escape (2004)
  - Movin' on up (2005)
  - Right here, right now (2006)
- Skivbolag: Farmer Boy
  - Now and Then (2013)
  - Brick by brick, stone by stone (2013)

## Medlemmar 1991-1998
- Jennie Medin (sång)
- Jörgen Wärnström (gitarr, sång)
- Henrik Sundqvist (gitarr, piano, vibrafon, sång med mera)
- Per Byström (trummor, slagverk)
- Per Valsinger (bas)

Jörgen Wärnström och Henrik Sundqvist skrev huvuddelen av musik, texter och arrangemang, och ibland även tillsammans med Jennie Medin, Per Valsinger och Per Byström.

## Medlemmar 2004-
- Jennie Medin
- Jörgen Wärnström
- Henrik Sundqvist